# 尹泰彬
尹 泰彬（いん たいひん、ユン・テビン、朝鮮語: 윤태빈、1886年（高宗23年 / 明治19年）9月　- 没年不明）は、明治から昭和にかけての朝鮮総督府官僚。本貫は坡平尹氏。日本名は伊藤泰彬。位階は正四位、勲位は勲三等。

## 経歴
1886年に漢城府で生まれた。1903年に官立日語学校を卒業し、外国語学校副教官、官立高等小学校日語教授などを歴任。1910年（明治43年）2月12日に関税局嘱託を経て、同年10月1日に朝鮮総督府雇員となる。1912年（明治45年）に総督府道書記に任命され、京畿道で勤務した。1921年（大正10年）に道理事官となり、京畿道内務部勧業課長、1922年（大正11年）に京畿道産業課長、1930年（昭和5年）に咸鏡南道財務部長、1932年（昭和7年）に忠清南道内務部長などを歴任した。1935年（昭和10年）に京畿道参与官兼産業部長に転じ、1936年（昭和11年）から京畿道地方米穀統制組合会長を、1938年（昭和13年）から国民総力朝鮮連盟参事などを兼任。1937年（昭和14年）に愛国金釵会が結成されると、同会の設立趣旨を説明した。1939年（昭和14年）に江原道知事に任命された。1940年（昭和15年）に忠清北道知事に転じ、1942年（昭和17年）に退官。
1949年に反民族行為特別調査委員会に逮捕されたが後に釈放された。しかし、1950年に朝鮮戦争が勃発すると拉致された。2004年に韓国で成立した日帝強占下反民族行為真相糾明に関する特別法によって、親日反民族行為者に認定された。